# 菲尔曼·阿卜杜勒·科利克
菲尔曼·阿卜杜勒·科利克（1997年8月11日—），印尼男子羽毛球運動員。在青年期，他曾助国家青年队赢得亚青赛混團季军（2015年）以及二度赢得世青赛混團亚军（2014年和2015年）。在世界羽联团体赛方面，他曾入选汤姆斯杯的主力成员，助印尼队赢得奖牌，最为出色的佳绩是男团铜牌（2018）；此外，也曾出任蘇迪曼盃的主力成员，助国家队赢得奖牌，最为出色的佳绩是混团银铜牌（2015）。在亚洲赛事，首次入选亚团赛单打主力，助国家队赢得奖牌，最为出色的佳绩是男团金牌（2018）；其中在首届赛事，亦是第一个传统强国冠军队伍。在州属运动会，曾二度助国家男队赢得东运会金牌（2015和2017），亦是实现二连冠的绝对主力。

## 簡歷
2014年4月，菲尔曼·阿卜杜勒·科利克代表印尼隊出戰马来西亚亚罗士打舉行的世界青年羽毛球錦標賽，在率先進行的混合团体赛中，印尼队以0比3不敌中国队，获得团体赛亚军。同年11月，菲尔曼·阿卜杜勒·科利克出戰|巴林羽毛球國際挑戰賽，在男子單打決賽，以2比1（20–22、21–13、21-13）险胜赛会二号种子印度的阿南·帕瓦尔，贏得男子單打冠軍，以及個人首個世界羽聯國際挑戰賽冠軍。
2015年3月，菲尔曼·阿卜杜勒·科利克出戰越南國際挑戰賽，在男子單打決賽，以2比1（20-22、21-14、21-18）险胜赛会三号种子泰国的科希特·佩尔帕达布，贏得男子單打冠軍，以及個人第二个世界羽聯國際挑戰賽冠軍。
同年6月，科利克入选蘇迪曼盃名单。在小组赛时，他面对丹麦的简·奥·约根森，以0比2（8-21、10-21）不敌对手。
同年6月，科利克作为其中一名主力入选出战2015年东南亚运动会羽毛球比赛。在準決賽，印尼队以3比2力克羽球强国马来西亚国家羽毛球队。决赛中，帮助印尼队以总比分3-2击退泰国国家羽毛球队，成為团体赛金牌得主；而在個人賽事中，科利克則在第一輪以0比2（14-21、13-21）负于泰国的文萨·波萨那。
2016年7月，菲尔曼·阿卜杜勒·科利克出戰越南羽毛球大獎賽，在男子單打準决赛中，以0比2 （19-21、15-21）不敌马来西亚的張崴烽，落败于四强。
2017年11月，菲尔曼·阿卜杜勒·科利克出戰馬來西亞羽毛球國際挑戰賽，在男子單打準决赛中，经过三局大战以1比2 （21-16、19-21、20-22）意外不敌东道主新秀的梁峻豪。
2018年2月，菲尔曼·阿卜杜勒·科利克参加马来西亚亞羅士打举办的亞洲羽毛球團體錦標賽，助球队赢得男子團體冠军，亦是首届冠军队伍。同年5月，他曾入选湯姆斯盃男团铜牌。同年9月，他出战海得拉巴羽毛球公開賽，在男单準决赛以0比2（17-21、14-21）不敌马来西亚名将的宋浚洋。同期9月，他出战印尼邦加勿里洞羽球大師賽，在男单準决赛以0比2（15-21、18-21）不敌赛会7号种子、中华台北名将的林祐賢。
2019年4月，菲尔曼·阿卜杜勒·科利克出战越南羽毛球國際挑戰賽，在男单决赛以2比0（21-16、21-7）击败了赛会4号种子、队友的奇科·奥拉·德维·瓦多约，赢得國際挑戰賽男单冠军。

## 主要比賽成績
只列出曾進入準決賽的國際賽事成績：
| 年份   | 賽事                       | 公開賽級別 | 項目     | 成績   |
| ------ | -------------------------- | ---------- | -------- | ------ |
| 2014年 | 世界青年羽毛球錦標賽       | 其他       | 混合團體 | 銀牌   |
| 2014年 | 印度尼西亞羽毛球大師賽     | 黃金大獎賽 | 男子單打 | 亞軍   |
| 2014年 | 巴林羽毛球國際挑戰賽       | 國際挑戰賽 | 男子單打 | 冠軍   |
| 2015年 | 越南羽毛球國際挑戰賽       | 國際挑戰賽 | 男子單打 | 冠軍   |
| 2015年 | 蘇迪曼盃                   | 其他       | 混合團體 | 銅牌   |
| 2015年 | 東南亞運動會羽毛球比賽     | 其他       | 男子團體 | 金牌   |
| 2015年 | 亞洲青年羽毛球錦標賽       | 其他       | 混合團體 | 銅牌   |
| 2015年 | 世界青年羽毛球錦標賽       | 其他       | 混合團體 | 銀牌   |
| 2016年 | 越南羽毛球大獎賽           | 大獎賽     | 男子單打 | 準決賽 |
| 2017年 | 東南亞運動會羽毛球比賽     | 其他       | 男子團體 | 金牌   |
| 2017年 | 馬來西亞羽毛球國際挑戰賽   | 國際挑戰賽 | 男子單打 | 準決賽 |
| 2018年 | 亞洲羽毛球團體錦標賽       | 其他       | 男子團體 | 金牌   |
| 2018年 | 湯姆斯盃                   | 其他       | 男子團體 | 銅牌   |
| 2018年 | 海得拉巴羽毛球公開賽       | 超級100賽  | 男子單打 | 準決賽 |
| 2018年 | 印尼邦加勿里洞羽球大師賽   | 超級100賽  | 男子單打 | 準決賽 |
| 2019年 | 越南羽毛球國際挑戰賽       | 國際挑戰賽 | 男子單打 | 冠軍   |
| 2019年 | 秋田羽毛球大師賽           | 超級100賽  | 男子單打 | 冠軍   |
| 2019年 | 東南亞運動會羽球比賽       | 其他       | 男子團體 | 金牌   |
| 2020年 | 亞洲羽毛球團體錦標賽       | 其他       | 男子團體 | 冠軍   |
| 2022年 | 荷蘭羽毛球國際賽           | 國際系列賽 | 男子單打 | 亞軍   |
| 2022年 | 斯洛文尼亞羽毛球未來系列賽 | 未來系列賽 | 男子單打 | 亞軍   |

| 2007-2017年 | 首要超級賽 | 超級賽 | 黃金大獎賽 | 大獎賽 | 國際挑戰賽 | 國際系列賽 | 未來系列賽 | 其他 |

| 2018-2026年 | 總決賽 | 超級1000賽 | 超級750賽 | 超級500賽 | 超級300賽 | 超級100賽 | 國際挑戰賽 | 國際系列賽 | 未來系列賽 | 其他 |

## 主要對賽紀錄
菲尔曼·阿卜杜勒·科利克與主要對手的對賽成績如下（只列出對賽三次或以上對手，截至2018年5月24日）：

| 對手          | 對賽次數 | 對賽結果 | 對賽結果 | 總計 |
| 對手          | 對賽次數 | 勝       | 負       | 總計 |
| ------------- | -------- | -------- | -------- | ---- |
| 張育漢        | 5        | 4        | 1        | +3   |
| 林祐賢        | 3        | 2        | 1        | +1   |
| 坎塔蓬·旺差伦 | 3        | 0        | 3        | -3   |